# HC Ajoie
Der Hockey-Club Ajoie ist ein Schweizer Eishockeyclub aus Pruntrut, der seit 2021 erneut in der National League spielt. Der Verein wurde 1973 gegründet und trägt seine Heimspiele in der Raiffeisen Arena aus.

## Geschichte
1982 stieg die Mannschaft erstmals in die Nationalliga B auf. Nach dem Abstieg 1984 kehrte man in der Folgesaison 1984/85 postwendend zurück. Im Frühjahr 1988 gelang unter Trainer Richard Beaulieu der Sprung in die Nationalliga A, 1990 musste der Abstieg hingenommen werden. Trainer Richmond Gosselin geleitete den HCA als Meister der NLB 1992 zurück in die höchste Spielklasse, doch der Ligaerhalt wurde verpasst, es ging 1993 wieder hinab in die NLB. 1995 musste gar der Abstieg aus der NLB konstatiert werden. Das Trainergespann Doug McKay/Hans Kossmann führte die Mannschaft 1995/96 zum direkten Wiederaufstieg, doch man hielt sich nicht und spielte somit ab 1997 wieder in der drittklassigen 1. Liga.
2000 führte Trainer Merlin Malinowski den HCA in die NLB zurück, unter seiner Ägide erreichte man in den folgenden Jahren jeweils die Playoffs, 2002 stiess man in den Halbfinal vor. 2008 und 2009 gab es für die Jurassier unter der Führung der Trainer Dany Gélinas respektive Réal Paiement erneut Teilnahmen am NLB-Halbfinal. Das gelang ebenso in der Saison 2012/13, als Jan Tlacil das Traineramt ausübte.
In der Saison 2015/16 konnte das Team aus dem Jura den NLB-Meistertitel holen, Trainer war Gary Sheehan. Im Final gegen die Rapperswil-Jona Lakers setzte sich der HC Ajoie mit 4:2-Siegen durch, erklärte aber seinen Verzicht an einer Teilnahme an der Ligaqualifikation zur NLA. Präsident Patrick Hauert begründete, im Fall eines Aufstieges hätte das Budget verdreifacht werden müssen, was unmachbar gewesen wäre.
2017 stiess der HC Ajoie in den Halbfinal vor und verlor die Serie gegen den SC Langenthal mit 1:4. 2018 musste sich der HCA den SCRJ Lakers ebenfalls im Halbfinal mit 2:4-Siegen geschlagen geben. 2019 spielte man erneut vorne mit, scheiterte aber überraschend in der ersten Playoff-Runde mit 3:4 gegen den HC Thurgau. In der Saison 2019/20 feierte man mit dem Cupsieg den grössten Erfolg der Geschichte. In einer unglaublichen Kampagne schlug man nacheinander die National-League-Vereine aus Lausanne, Zürich, Biel und Davos. Im Final konnte man vor 9284 Zuschauern in der Lausanner Vaudoise Arena den HC Davos dank einem starken Powerplay mit 7:3 schlagen.
2021 konnten die «Ajoulots» wiederum den Meistertitel in der Swiss League für sich entscheiden. Im Final gegen den favorisierten EHC Kloten siegte der HC Ajoie mit 4:2-Siegen. Aufgrund einer ausserordentlichen Ligareform stieg die Mannschaft von Trainer Gary Sheehan – nach 29 Jahren in unteren Spielklassen – direkt in die höchste Spielklasse der Schweiz auf. Anfang Februar 2022 wurde Sheehan nach 18 Niederlagen in Folge entlassen.
In der Saison 2022/23 belegte der HC Ajoie nach der Qualifikation den 14. und letzten Platz in der National League. Nach den mit 2:4-Siegen verlorenen Playouts gegen die SCL Tigers trafen die Jurassier in der Liga-Qualifikation auf den Meister der Swiss League, den HC La Chaux-de-Fonds. Nach zwei Niederlagen zum Start der Best-of-Seven-Serie folgten vier Siege in Folge für den HC Ajoie, sodass beide Teams in ihren jeweiligen Ligen verblieben und sich die Jurassier schliesslich einen Platz in der National-League-Saison 2023/24 sicherten.
Seit dem Sommer 2023 wird Ajoie von dem kanadisch-schweizerischer Trainer Christian Wohlwend trainiert. Auch unter ihm beendete Ajoie die Qualifikation der Saison 2023/24 auf dem 14. Platz. Da der EHC Olten und der EHC Visp, die beiden aufstiegsberechtigten Teams der Swiss League, den Final der Swiss League jedoch nicht erreichten, konnte sich Ajoie schon vor der bevorstehenden Playout-Serie gegen den EHC Kloten den Ligaerhalt kampflos sichern.

## Spieler

### Kader der Saison 2024/25
Stand: 6. August 2025
| Nr. | Nat.            | Spieler                  | Pos. | Geburtsdatum       | im Team seit | Geburtsort                        |
| --- | --------------- | ------------------------ | ---- | ------------------ | ------------ | --------------------------------- |
| 28  | Schweiz         | Kilian Bernasconi        | G    | 19. Mai 2003       | 2024         | Lugano, Schweiz                   |
| 40  | Schweiz Italien | Damiano Ciaccio          | G    | 10. Februar 1989   | 2022         | Grandson, Schweiz                 |
| 1   | Schweiz         | Benjamin Conz            | G    | 13. September 1991 | 2024         | Saint-Ursanne, Schweiz            |
| 29  |                 | Noah Patenaude           | G    | 24. Dezember 2002  | 2023         | Neuenburg, Schweiz                |
| 91  | Schweiz         | Yonas Berthoud           | D    | 27. Mai 2000       | 2025         | Schweiz                           |
| 26  | Schweiz         | Kevin Fey – C            | D    | 8. Dezember 1990   | 2022         | Bern, Schweiz                     |
| 90  | Schweiz         | Jannik Fischer – A       | D    | 29. Juni 1990      | 2023         | Baar, Schweiz                     |
| 33  | Finnland        | Niklas Friman            | D    | 30. August 1993    | 2025         | Rauma, Finnland                   |
| 3   | Finnland        | Anttoni Honka            | D    | 5. Oktober 2000    | 2024         | Jyväskylä, Finnland               |
| 37  | Schweiz         | Arno Nussbaumer          | D    | 5. November 2002   | 2024         | Schweiz                           |
| 2   | Schweiz         | Valentin Pilet           | D    | 18. Februar 1997   | 2022         | Schweiz                           |
| 18  | Schweiz         | Bastien Pouilly          | D    | 6. August 1996     | 2007         | Courtételle, Schweiz              |
| 17  | Frankreich      | Thomas Thiry             | D    | 9. September 1997  | 2022         | Saint-Germain-en-Laye, Frankreich |
| 41  | Frankreich      | Pierre-Édouard Bellemare | LW   | 6. März 1985       | 2024         | Le Blanc-Mesnil, Frankreich       |
| 95  | Frankreich      | Kevin Bozon              | W    | 30. Dezember 1995  | 2022         | Chamonix-Mont-Blanc, Frankreich   |
| 73  | Schweiz         | Christophe Cavalleri     | C    | 21. Januar 2002    | 2025         | Schweiz                           |
| 8   | Kanada          | Philip-Michaël Devos     | C    | 26. April 1990     | 2015         | Sorel-Tracy, Québec, Kanada       |
| 54  | Schweiz         | Lilian Garessus          | C    | 23. April 2003     | 2022         | Pruntrut, Schweiz                 |
| 4   | Kanada          | Jonathan Hazen           | RW   | 18. Juni 1990      | 2015         | Val-Bélair, Québec, Kanada        |
| 71  | Schweiz         | Killian Mottet           | LW   | 15. Januar 1991    | 2025         | Evionnaz, Schweiz                 |
| 74  | Finnland        | Julius Nättinen          | C    | 14. Januar 1997    | 2024         | Jyväskylä, Finnland               |
| 87  | Schweiz         | Marco Pedretti – A       | RW   | 30. September 1991 | 2024         | Schweiz                           |
| 13  | Schweiz         | Louis Robin              | RW   | 13. Januar 2003    | 2024         | Yverdon-les-Bains, Schweiz        |
| 70  | Schweiz         | Matteo Romanenghi        | C    | 9. April 1995      | 2021         | Morbio Inferiore, Schweiz         |
| 82  | Schweiz         | Elvis Schläpfer          | C    | 13. März 2001      | 2025         | Schweiz                           |
| 27  | Schweiz         | Reto Schmutz             | LW   | 9. November 1992   | 2017         | Wald, Schweiz                     |
| 78  | Schweiz         | Kyen Sopa                | RW   | 30. September 2000 | 2023         | Flawil, Schweiz                   |
| 32  | Finnland        | Jerry Turkulainen        | RW   | 22. September 1998 | 2024         | Mikkeli, Finnland                 |
| 14  | Lettland        | Emīls Veckaktiņš         | LW   | 9. Juli 2004       | 2024         | Ogre, Lettland                    |

| Cupsieger 2019/2020 | Torhüter: Joël Aebi, Tim Wolf Verteidiger: Alain Birbaum, Giacomo Casserini, Zaccheo Dotti, Malo Gfeller, Jordane Hauert (C), Steven Maquat, Valentin Pilet, Bastien Pouilly, David Prysi, Kevin Ryser (A) Angreifer: Fabio Arnold, Philip-Michaël Devos (A), Thibault Frossard, Jonathan Hazen, Ueli Huber, Mathias Joggi, Stefan Mäder, Devin Muller, Julien Privet, Reto Schmutz, Anthony Staiger, Nicolas Thibaudeau Cheftrainer: Gary Sheehan Assistenztrainer: Vincent Léchenne |

| Swiss League Meister 2020/2021 | Torhüter: Stefan Müller, Tim Wolf Verteidiger: David Aebischer, Alain Birbaum, Giacomo Casserini, Daniel Eigenmann, Malo Gfeller, Jordane Hauert (C), Thomas Hofmann, Bastien Pouilly, Anthony Rouiller (A), Clément Stemer Angreifer: Marc Camichel, Philip-Michaël Devos (A), Lars Frei, Thibault Frossard, Colin Gfeller, Nathan Guichard, Jonathan Hazen, Ueli Huber, Mathias Joggi, Steven Maquat, Stefan Mäder, Devin Muller, Lee Roberts, Reto Schmutz, Arnaud Schnegg, Jan Zwissler Cheftrainer: Gary Sheehan Assistenztrainer: Vincent Léchenne |

### Gesperrte Trikotnummern
- #10 Steven Barras
- #21 Daniel Métivier
- #93 Jordane Hauert

In der Saison 2023/24 ehrte Ajoie ihren früheren Captain Jordane Hauert und den langjährigen AjoieStürmer Steven Barras, als ihre Trikots als erste unter das Dach der Raiffeisen Arena in Porrentruy gehängt wurden.

## Stadion
Das Stadion liegt in Pruntrut und hiess bis 2019 Patinoire du Voyebœuf. Es hatte eine Kapazität von 4200 Plätzen, davon 1200 Sitz- und 3000 Stehplätze. Ab Dezember 2018 begann eine umfassende Sanierung der Eishalle inklusive Erweiterung um eine zweite Eisfläche nach NHL-Massen. Am 24. November 2020 fand das erste Spiel in der neuen, 4761 Zuschauer fassenden Raiffeisen Arena statt.
Nach kleinen Anpassungen erhöhte man die Kapazität der Raiffeisen Arena in der Saison 2022/23 auf 5178 Plätze, womit man die von der National League geforderte Mindestgrösse von 5000 erfüllte.